# Quercus libani
Quercus libani, el Roure del Líban, és una espècie de roure originària del Mediterrani oriental, a l'Àsia occidental, en particular al Líban, a l'est de Turquia i el nord de l'Iraq i l'Iran.

## Descripció
Quercus libani és un arbre caducifoli que creix fins a 8 metres. Les fulles són primes, allargades i sovint asimètriques, la seva base són rodones i les seves puntes estan lleugerament punxegudes. En l'estat adult la part superior de la fulla és de color verd fosc i la part inferior és de color verd pàl·lid. Les flors són monoiques però les flors d'ambdós sexes poden trobar-se en el mateix arbre i són pol·linitzades pel vent. L'arbre produeix glans que creixen fins a uns 2 cm a 3,5 cm de diàmetre. La seva longitud està coberta per la meitat per la cúpula.

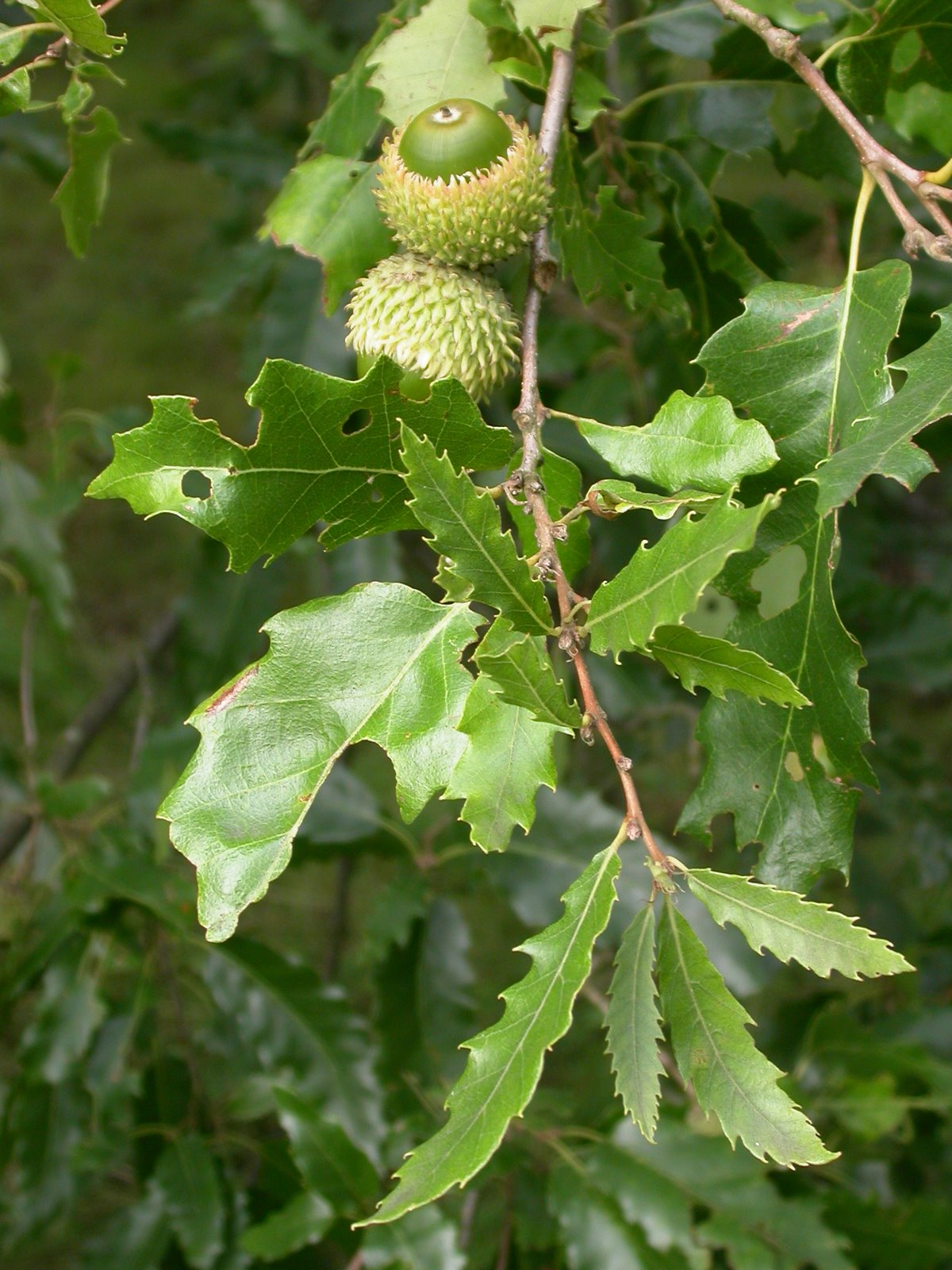
Fulles del Quercus libani.

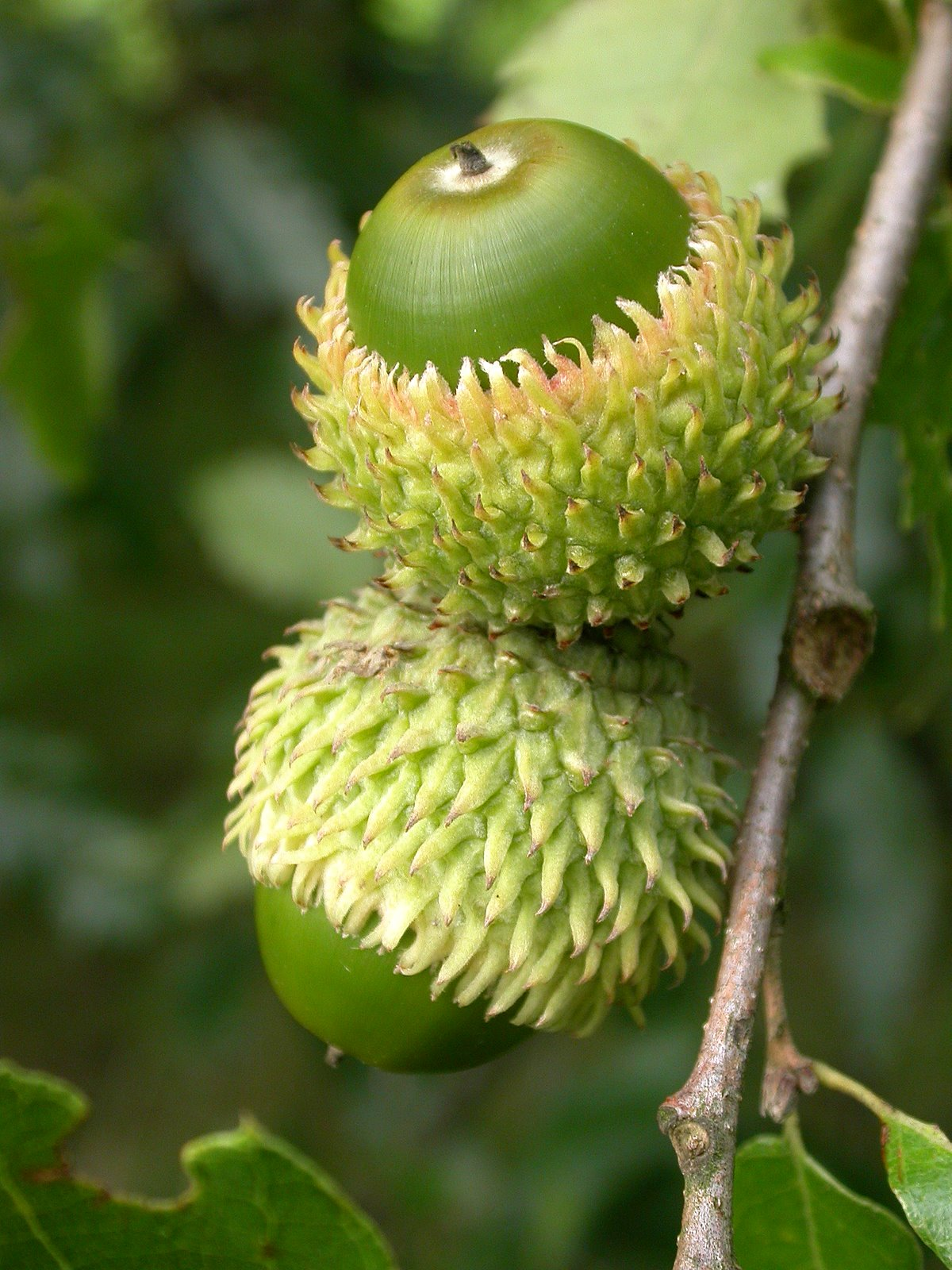
Glans verdes del roure del Líban amb cúpula espinosa.

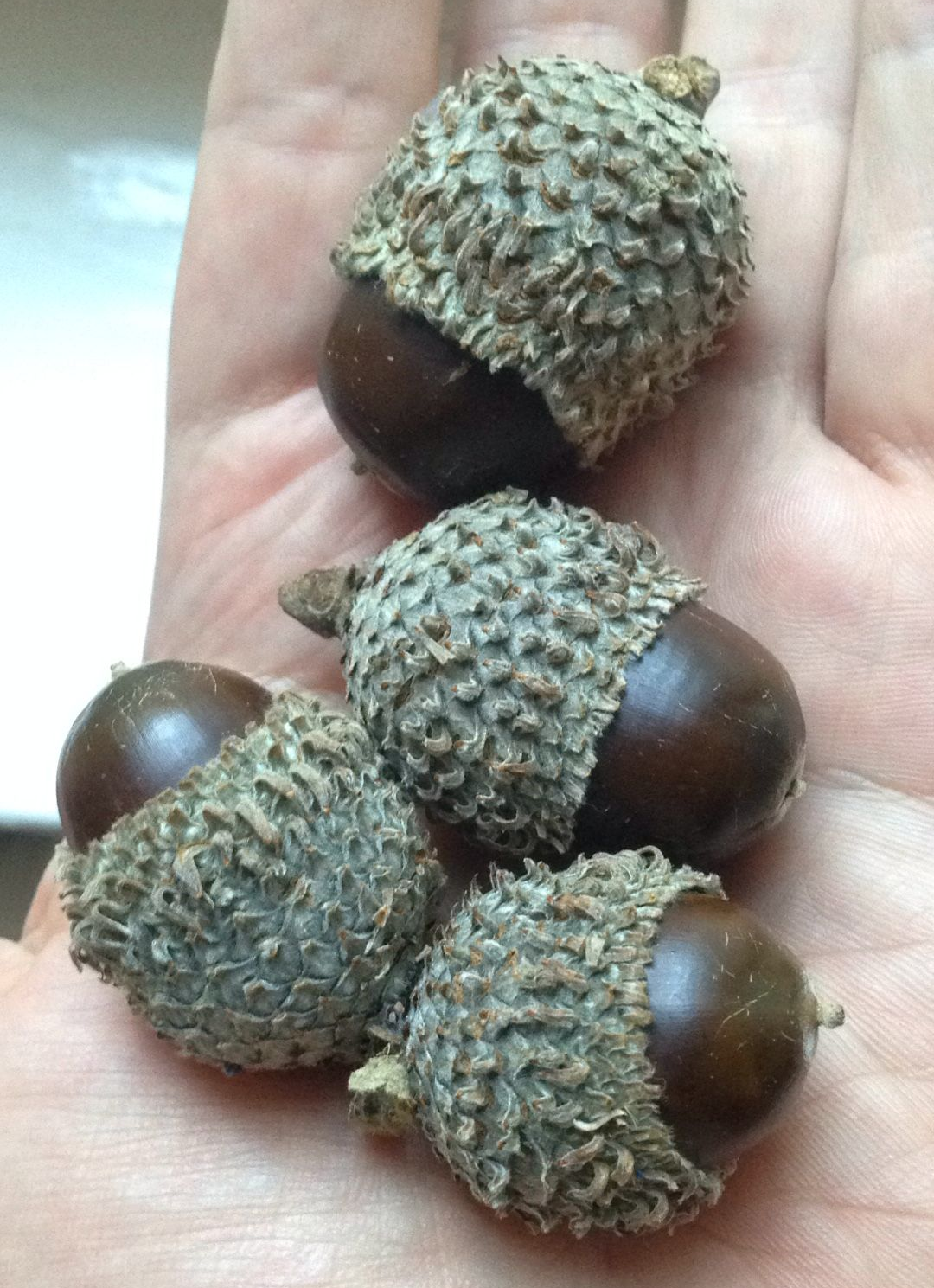
Glans madurs del roure del Líban amb cúpula espinosa.

## Usos
La fusta del roure del Líban és molt dura i resistent a l'atac d'insectes i fongs, i s'utilitza en les obres de construcció.
Aliment
Les glans de Quercus libani són molt amargues a causa de les altes concentracions de tanins, aquest sabor amarg pot ser lixiviat rentant de les glans en aigua corrent, però això fa que perdin molts minerals beneficiosos.
Les glans es poden assecar i es mol fins a aconseguir una pols i s'utilitza per espessir guisats i pot ser barrejat amb cereals per fer el pa. Les glans amargues torrades es poden utilitzar com un substitut del cafè.
Medicinal
Les agalles produïdes per diferents tipus de larves d'insectes que es poden trobar en els arbres tenen concentracions de taní especialment alts, són altament astringent i s'utilitza en el tractament de l'hemorràgia i diarrea. El taní de les agalles s'utilitzen també com a colorant.

## Cultiu

### Arbre ornamental
Quercus libani és cultivat i plantat com un arbre ornamental en jardins, parcs i en projectes de restauració d'hàbitats. Té èxit en jardins paisatgístics, ja que és un arbre tolerant a la sequera. El roure del Líban pot créixer en un mitjà de margosa per sòls argilosos, sense preferència a l'acidesa del sòl. L'arbre es pot conrear a la llum directa del Sol a la semiombra. Pot suportar vents forts, però no a les exposicions marítimes salades.
El roure del Líban no tolera bé la pertorbació radical, per tant els arbres del paisatge no s'ha de moure un cop plantat, o trasplantat d'hàbitats nadius. Les glans sembrades in situ en realitat es produeixen els millors arbres, en la taxa de creixement i la tolerància arrelada profundament la sequera. Les glans se sembren a mesura que maduren. Glans perden la seva viabilitat si s'assequen, de manera que s'han de mantenir en un lloc humit i fresc, allunyat de rosegadors forma fins a la sembra.

### Control biològic de plagues
La fullaraca del roure del Líban s'utilitza com un control biològic de plagues herbívor, i és un repel·lent d'insectes per a la protecció d'altres plantes. Les fulles col·locades com un Mulching al voltant de les plantes vulnerables capa repel·leix eficaçment els cargols, llimacs i cucs. Les fulles fresques poden inhibir el creixement de les plantes, de manera que no s'utilitzen directament des de l'arbre. En ser de fulla caduca, les fulles són molt beneficioses per fer fems, que es produeix a la tardor.